# Saint-Ouen (Loir-et-Cher)
Saint-Ouen è un comune francese di 3 550 abitanti situato nel dipartimento del Loir-et-Cher nella regione del Centro-Valle della Loira.

## Società

### Evoluzione demografica
Abitanti censiti